# Vapara
Vapara là một chi bướm đêm thuộc họ Erebidae.